# Microtropis sarawakensis
Microtropis sarawakensis är en benvedsväxtart som beskrevs av K.M. Kochummen. Microtropis sarawakensis ingår i släktet Microtropis och familjen Celastraceae. Inga underarter finns listade.